# Dimitri Kevin Cavare
Dimitri Kevin Cavare (Pointe-à-Pitre, 5 februari 1995) is een Frans voetballer die bij voorkeur als rechtsback speelt. Hij staat onder contract bij RC Lens, waar hij doorstroomde vanuit de eigen jeugdopleiding.

## Clubcarrière
Cavare trok in 2010 naar de jeugdopleiding van RC Lens. Op 17 augustus 2013 debuteerde de rechtsachter in de Ligue 2 in de thuiswedstrijd tegen AJ Auxerre. Hij mocht na 60 minuten invallen voor Jean-Philippe Gbamin. Lens won de thuiswedstrijd met 4-1 na doelpunten van Pablo Chavarría (2x), Yoann Touzghar en Daniel Ljuboja. In 2014 promoveerde de club naar de Ligue 1. Op 24 augustus 2014 debuteerde hij in de Ligue 1 in het uitduel tegen Olympique Lyon. Lens won met het kleinste verschil in het Stade de Gerland. Cavare viel na 79 minuten in voor Wylan Cyprien.

## Interlandcarrière
Cavare debuteerde in 2014 voor Frankrijk –20, waarvoor hij reeds één doelpunt scoorde uit twee interlands.

## Carrièrestatistieken
| Seizoen                         | Club    | Land      | Competitie | Wed. | Goals |
| ------------------------------- | ------- | --------- | ---------- | ---- | ----- |
| 2013/14                         | RC Lens | Frankrijk | Ligue 2    | 1    | 0     |
| 2014/15                         | RC Lens | Frankrijk | Ligue 1    | 15   | 0     |
| Totaal                          | Totaal  | Totaal    | Totaal     | 16   | 0     |
| Bijgewerkt t/m 14 december 2014 |         |           |            |      |       |